# Лаура Антонели
Лаура Антонели (на италиански: Laura Antonelli) е италианска актриса.

## Биография
Тя израства в семейство на учители, прекарва детството си и младостта си във Венеция, Генуа и Неапол. От малка иска да следва стъпките на родителите си и да стане учител, затова завършва Висшия институт по физическо възпитание в Неапол. След кратка работа като учител по физическо възпитание в римския лицей „Артистико“ тя участва като рекламен модел в телевизионното шоу „Каросело“, след което започва своята актьорска кариера.

## Избрана филмография
| година | филм      | оригинално заглавие | роля           | режисьор        |
| ------ | --------- | ------------------- | -------------- | --------------- |
| 1976   | Невинният | L'innocente         | Джулиана Ермил | Лукино Висконти |

## Награди
- Давид на Донатело
  - 1981 – Предложение за наградата най-добра второстепенна женска роля за участието ѝ във филма Passione d'amore

- Сребърна лента
  - 1974 – Награда най-добра женска роля за участието ѝ във филма Malizia

- Златен глобус (на Асоциацията на чуждестранните журналисти в Италия)
  - 1974 – Награда най-добра изгряваща актриса за участието ѝ във филма Malizia
  - 1975 – Награда най-добра женска роля за участието ѝ във филма Mio Dio, come sono caduta in basso!

- Златна пещера (в Сен Венсан)
  - 1973 – Награда най-добра женска роля за участието ѝ във филма Malizia